# Corynophyllus deserti
Corynophyllus deserti är en skalbaggsart som beskrevs av Phillip B. Carne 1957. Corynophyllus deserti ingår i släktet Corynophyllus och familjen Dynastidae. Inga underarter finns listade i Catalogue of Life.